# Teigen Allen
Teigen Jacqueline Allen, née le 12 février 1994 à Sydney, est une footballeuse internationale australienne qui joue pour Western Sydney Wanderers (en) en W-League et dans l'équipe nationale féminine de football australienne. Elle a également joué pour les équipes de la W-League Sydney FC (en) et Melbourne Victory (en), ainsi que pour le Flash de Western New York en National Women's Soccer League américaine et Vålerenga en Norvège.

## Biographie

### Début de carrière
Teigen Allen commence sa carrière de footballeuse en jouant pour Penrith Nepean United à Sydney. Après cinq ans avec le club, son talent défensif est repéré par l'équipe de la W-League Sydney FC (en) qui lui offre une bourse pour rejoindre la New South Wales Institute of Sport (en français: Institut du sport de la Nouvelle-Galles du Sud) en 2008.
En 2009, elle obtient une bourse de l'Institut australien du sport.

### Carrière en club

#### 2009-2012: Sydney FC
Teigen Allen a 15 ans lorsqu'elle commence à jouer pour le Sydney FC (en) en ligue professionnelle australienne,.

#### 2013-2014: Western Sydney Wanderers
Teigen Allen est l'une des trois premières joueuses avec Catherine Cannuli et Servet Uzunlar à signer un contrat pluriannuel en W-League.

#### 2014: Flash de Western New York
Le 9 juin 2014, Teigen Allen signe avec le Flash de Western New York en National Women's Soccer League américaine. La joueuse australienne tout d'abord remplaçante fait ses débuts sur le terrain avec sa nouvelle équipe lors du match contre l'OL Reign le 22 juin au Sahlen's Stadium. Son contrat avec l'équipe est interrompu en septembre 2014.

#### 2014-2016: Retour au Sydney FC
Le 29 août 2014, Teigen Allen signe avec le Sydney FC (en) pour retourner dans son club d'origine, avec deux autres joueuses, Kyah Simon et Servet Uzunlar.

#### 2016-2017: Melbourne City
En septembre 2016, Teigen Allen a rejoint Melbourne City (en).

#### 2017: Vålerenga
Le 31 décembre 2016, Vålerenga recrute la joueuse australienne.

#### 2017-2018: Second retour au Sydney FC
Teigen Allen rejoint de nouveau le Sydney FC (en) pour la saison 2017-2018.

#### 2018-2020: Melbourne Victory
Teigen Allen signe avec Melbourne Victory (en) pour la saison 2018-2019 de la W-League.

#### 2020-2021: Retour à Melbourne City
En novembre 2020, la joueuse australienne retourne à Melbourne City (en).

#### Depuis 2021: Retour avec Western Sydney Wanderers
En août 2021, Teigen Allen retourne aux Western Sydney Wanderers (en) pour la saison 2021-2022 de la W-League.

### Carrière internationale
Le 29 janvier 2008, à 13 ans, Teigen Allen dispute son premier match international avec l'équipe australienne des moins de 17 ans contre les États-Unis au North Harbor Stadium, à Auckland, en Nouvelle-Zélande. En 2009, à seulement 14 ans, la jeune joueuse est sélectionnée pour participer au Championnat féminin des moins de 19 ans de l'AFC. Les australiennes sont éliminées après les phases de groupes; cependant Teigen Allen devient une des figures clés de l'équipe australienne des moins de 16 ans qui remporte le championnat féminin des moins de 16 ans de l'AFC plus tard la même année.
Teigen Allen participe au championnat féminin de l'AFC 2009 avec les Young Matildas (en).
En 2010, la joueuse est sélectionnée dans l'équipe senior des Matilads pour participer à la Coupe d'Asie féminine de 2010, que l'équipe remporte. Teigen Allen fait ses débuts internationaux en senior à l'âge de 15 ans lors du match d'ouverture contre le Viêt Nam.
Lors de la Coupe du monde de 2011 en Allemagne, Teigen Allen est l'une des plus jeunes joueuses de l'équipe. En 2012, la joueuse continuer de consolider sa place dans l'équipe lors des qualifications pour les Jeux olympiques de Londres. Les australiennes troisièmes du tournoi de qualification à Jinan, en Chine.
En mai 2014, Teigen Allen participe à la Coupe d'Asie féminine. L'équipe termine deuxième et se qualifie ainsi pour la Coupe du monde féminine de 2015.

## Palmarès

### En club
- Melbourne Victory (en)[20]:
  - W League Premiership: 2018–19

- Melbourne City (en):
  - W-League Championship[21]

- Sydney FC (en):
  - W-League Premiership: 2009
  - W-League Championship: 2009

### En sélection
- AFF U-16 Women's Championship: 2009
- Coupe d'Asie des nations féminine de football: 2010
- Coupe des Nations: 2019